# Пенн-Естейтс (Пенсільванія)
Пенн-Естейтс (англ. Penn Estates) — переписна місцевість (CDP) в США, в окрузі Монро штату Пенсільванія. Населення — 4546 осіб (2020).

## Географія
Пенн-Естейтс розташований за координатами 41°2′0″ пн. ш. 75°14′24″ зх. д. / 41.03333° пн. ш. 75.24000° зх. д. (41.033451, -75.239969).  За даними Бюро перепису населення США в 2010 році переписна місцевість мала площу 5,33 км², з яких 5,23 км² — суходіл та 0,10 км² — водойми.

## Демографія
Згідно з переписом 2010 року, у переписній місцевості мешкали 4493 особи в 1373 домогосподарствах у складі 1152 родин. Густота населення становила 843 особи/км².  Було 1739 помешкань (326/км²).
Расовий склад населення:
| - 49,5 % — білих - 30,0 % — чорних або афроамериканців - 3,3 % — азіатів - 0,5 % — корінних американців - 11,5 % — осіб інших рас |

До двох чи більше рас належало 5,1 %. Частка іспаномовних становила 26,6 % від усіх жителів.
За віковим діапазоном населення розподілялося таким чином: 31,1 % — особи молодші 18 років, 62,0 % — особи у віці 18—64 років, 6,9 % — особи у віці 65 років та старші. Медіана віку мешканця становила 34,9 року. На 100 осіб жіночої статі у переписній місцевості припадало 94,1 чоловіків;  на 100 жінок у віці від 18 років та старших — 90,8 чоловіків також старших 18 років.
Середній дохід на одне домашнє господарство  становив 73 734 долари США (медіана — 59 609), а середній дохід на одну сім'ю — 74 152 долари (медіана — 62 695). Медіана доходів становила 51 635 доларів для чоловіків та 39 623 долари для жінок. За межею бідності перебувало 18,3 % осіб, у тому числі 30,8 % дітей у віці до 18 років та 0,0 % осіб у віці 65 років та старших.
Цивільне працевлаштоване населення становило 3077 осіб. Основні галузі зайнятості: освіта, охорона здоров'я та соціальна допомога — 31,7 %, мистецтво, розваги та відпочинок — 14,9 %, науковці, спеціалісти, менеджери — 9,5 %, публічна адміністрація — 8,6 %.